# Acrolepia xylophragma
Acrolepia xylophragma is een vlinder uit de familie van de koolmotten (Plutellidae). De wetenschappelijke naam van deze soort is voor het eerst geldig gepubliceerd in 1926 door Meyrick.
De soort komt voor in het Afrotropisch gebied.